# Лейтан, Рафаэл
Рафаэл Лейтан (Рафаэль Лейтао, порт. Rafael Leitão; род. 28 декабря 1979, Сан-Луис) — бразильский шахматист, гроссмейстер (1998). Гроссмейстер ИКЧФ (2012). Тренер ФИДЕ (2024).

## Шахматная карьера
Двукратный победитель юношеских чемпионатов мира: 1991 (в категории до 12 лет) и 1996 (в категории по 18 лет).
Многократный чемпион Бразилии (1996—1998, 2004, 2011, 2013—2014). 
Участник трёх чемпионатов мира ФИДЕ (1999,  2000 и 2004) и нескольких Кубков мира (2005, 2007, 2009, 2013 и 2015). Бронзовый призёр 26-го чемпионата мира по заочным шахматам (2010—2014).
В составе сборной Бразилии участник 7-и Олимпиад (1996, 2000—2002, 2006, 2010—2014).

## Таблица результатов
| Год  | Город          | Турнир         | + | − | = | Результат | Место |
| ---- | -------------- | -------------- | - | - | - | --------- | ----- |
| 1996 | Ереван         | 32-я олимпиада | 5 | 3 | 6 | 8 из 14   |       |
| 2000 | Стамбул        | 34-я олимпиада | 4 | 3 | 5 | 6½ из 12  |       |
| 2002 | Блед           | 35-я олимпиада | 2 | 3 | 6 | 5 из 11   |       |
| 2006 | Турин          | 37-я олимпиада | 6 | 0 | 4 | 8 из 10   | 2     |
| 2010 | Ханты-Мансийск | 37-я олимпиада | 4 | 2 | 4 | 6 из 10   |       |
| 2012 | Стамбул        | 40-я олимпиада | 3 | 1 | 6 | 6 из 10   |       |
| 2014 | Тромсё         | 41-я олимпиада | 1 | 2 | 5 | 3½ из 8   |       |

## Изменения рейтинга
| Графики недоступны из-за технических проблем. См. информацию на Фабрикаторе и на mediawiki.org. |